# امحراز (المضاربة والعارة)

تعديل مصدري - تعديل

امحـراز هي إحدى قرى عزلة المضاربة بمديرية المضاربة والعارة التابعة لمحافظة لحج، بلغ تعداد سكانها 59 نسمة حسب تعداد اليمن لعام 2004.